# تيم ميليا
تيم ميليا (بالإنجليزية: Tim Melia)‏ (15 مايو 1986 في الولايات المتحدة - ) هو لاعب كرة قدم أمريكي في مركز حراسة المرمى. لعب مع ريال سالت ليك وسبورتينغ كانساس سيتي ونادي شيفاز يو إس أي وتشارلستون بيتري وF.C. New York ‏ وRochester Rhinos ‏ وLong Island Rough Riders ‏.

## وصلات خارجية
- تيم ميليا على موقع الدوري الأمريكي (الإنجليزية)
- تيم ميليا على موقع قاعدة بيانات كرة القدم.إي يو (الإنجليزية)
- تيم ميليا على موقع ليكيب (الفرنسية)
- تيم ميليا على موقع Soccerbase.com (لاعب) (الإنجليزية)
- تيم ميليا على موقع Soccerway.com (الإنجليزية)
- تيم ميليا على موقع عالم كرة القدم.نت (الإنجليزية)
- تيم ميليا على موقع AS.com (الإسبانية)